# عزت‌الله جامعی ندوشن
عزت‌الله جامعی ندوشن (زادهٔ ۱۳۳۳ – درگذشتهٔ ۱۱ آبان ۱۳۹۹) بازیگر، کارگردان و تهیه‌کننده سینما، تلویزیون و تئاتر اهل ایران بود. وی همچنین مدرس دانشگاه بود و در رشته‌هایی نظیر تهیه کنندگی و مدیریت تولید تدریس می‌کرد.

## زندگی‌نامه
عزت‌الله جامعی ندوشن، در سال ۱۳۳۳ در تهران زاده شد. اصالت او به ندوشن استان یزد برمی‌گردد. چون خانواده وی تمایلی به ورود او به عرصه هنر نداشتند بعد از گرفتن دیپلم، به صورت مخفیانه در رشته هنرهای نمایشی با گرایش کارگردانی تحصیلات خود را تا مقطع کارشناسی ارشد ادامه داد. در حین تحصیل با نخستین سریالی که بازی نمود، توانست توانائی خود را به اثبات برساند. وی فعالیت حرفه‌ای بازیگری را سال ۱۳۶۶ در سینما و تلویزیون ایران آغاز نمود و علاوه بر کارگردانی به تهیه‌کنندگی نیز مشغول بود.

## درگذشت
عزت‌الله جامعی ندوشن، صبح روز ۱۱ آبان ۱۳۹۹ به علت سکتهٔ قلبی در منزل خود، در تهران درگذشت.

## فیلم‌شناسی

### سینمایی
| نام فیلم              | سمت    | کارگردان          |
| --------------------- | ------ | ----------------- |
| حکایت آن مرد خوشبخت   | بازیگر | رضا حیدرنژاد      |
| سکوت                  | بازیگر | علی سجادی حسینی   |
| تله‌فیلم منفی ۱۶۸ درجه | بازیگر | حسن اسدی          |
| جان‌سخت                | بازیگر | علی‌اکبر ثقفی      |
| مهره                  | بازیگر | محمدعلی سجادی     |
| خط آتش                | بازیگر | علی سجادی حسینی   |
| عشق شیشه‌ای            | بازیگر | رضا حیدرنژاد      |
| گرگ و میش             | بازیگر | قاسم جعفری        |
| فیلادلفی              | بازیگر | اسماعیل رحیم‌زاده  |
| وقت بودن              | بازیگر | جلیل سامان        |
| چهارباندی             | بازیگر | محمدجعفر باقری‌نیا |
| محرمانه تهران         | بازیگر | مهدی فیوضی        |
| رفت                   | بازیگر | مهدی اسماعیلی     |

### مجموعه تلویزیونی
| نام فیلم                     | سمت    | کارگردان            |
| ---------------------------- | ------ | ------------------- |
| خاله سارا                    | بازیگر | فرامرز باصری        |
| تقاطع                        | بازیگر | رضا ذاکری دلاور     |
| از پا نیفتاده                | بازیگر | حسین کامران         |
| انتظار سرخ                   | بازیگر | محمد درمنش          |
| پس از سال‌ها                  | بازیگر | اکبر خواجویی        |
| شاید برای شما هم اتفاق بیفتد | بازیگر | محمود معظمی         |
| راز یک خزان                  | بازیگر | فرامرز باصری        |
| از نفس افتاده                | بازیگر | قاسم جعفری          |
| جاودانگی                     | بازیگر | اکبر منصور فلاح     |
| عمارت پدری                   | بازیگر | اکبر منصور فلاح     |
| سال‌های برف و بنفشه           | بازیگر | سعید سلطانی         |
| راه و بیراه                  | بازیگر | داود بیدل           |
| غریبه‌ای در مه                | بازیگر | جواد افشار          |
| انتظار سرخ                   | بازیگر | محمد درمنش          |
| تن‌ها                         | بازیگر | سید جواد هاشمی      |
| افسون (مجموعه تلویزیونی)     | بازیگر | سید جواد هاشمی      |
| سریال سایه آفتاب             | بازیگر | رضا آهنج            |
| زائرسرای ممتاز               | بازیگر | حمید بهمنی          |
| وقت صبح                      | بازیگر | سید جواد میرآقازاده |

## تهیه‌کننده
| نام فیلم            | سمت       | کارگردان          |
| ------------------- | --------- | ----------------- |
| کروکودیل            | تهیه‌کننده | مسعود تکاور       |
| جان‌سخت              | تهیه‌کننده | علی‌اکبر ثقفی      |
| تب                  | تهیه‌کننده | رضا کریمی         |
| چهارباندی           | تهیه‌کننده | محمدجعفر باقری‌نیا |
| عشق شیشه‌ای          | تهیه‌کننده | رضا حیدرنژاد      |
| فیلادلفی            | تهیه‌کننده | اسماعیل رحیم‌زاده  |
| گیتی همسر علیرضا    | تهیه‌کننده | حمیدرضا هنری      |
| حکایت آن مرد خوشبخت | تهیه‌کننده | رضا حیدرنژاد      |
| دخترک کنار مرداب    | تهیه‌کننده | علی ژکان          |
| رد روی جاده         | تهیه‌کننده | سمیرا رجبی        |

## تله فیلم
| نام تله فیلم             | سمت                | کارگردان            |
| ------------------------ | ------------------ | ------------------- |
| داستان‌های سیمای مدرسه    | بازیگر و کارگردان  | عزت‌الله جامعی ندوشن |
| داستانهای برنامه خانواده | بازیگر و کارگردان  | عزت‌الله جامعی ندوشن |
| غریبه                    | بازیگر             | قاسم جعفری          |
| یغما                     | بازیگر             | محمود معظمی         |
| رمز عبور                 | بازیگر             | محمد دستگردی        |
| منفی صفر                 | بازیگر             | حسن اسدی            |
| توهم                     | کارگردان           | عزت‌الله جامعی ندوشن |
| شکلات تلخ                | بازیگر             | روح‌الله ظریف        |
| نازلی                    | بازیگر             | محمود معظمی         |
| لواسان (فیلم)            | بازیگر و تهیه‌کننده | سمیرا رجبی          |

## تئاتر
| نمایشنامه       | سمت               | کارگردان            |
| --------------- | ----------------- | ------------------- |
| حکومت نظامی     | بازیگر و کارگردان | عزت‌الله جامعی ندوشن |
| آسیابان         | کارگردان          | عزت‌الله جامعی ندوشن |
| حسین وارث آدم   | بازیگر و کارگردان | عزت‌الله جامعی ندوشن |
| وقتی بیایید که… | بازیگر و کارگردان | عزت‌الله جامعی ندوشن |
| سلندر           | بازیگر و کارگردان | عزت‌الله جامعی ندوشن |
| بادافره         | بازیگر و کارگردان | عزت‌الله جامعی ندوشن |
| لوکوموتیوران    | کارگردان          | عزت‌الله جامعی ندوشن |

## تالیفات
- جامعی، عزت‌الله (۱۳۹۵). سین مثل سینما. تهران: آواژ. شابک ۹۷۸-۶۰۰-۹۶۳۸۰-۳-۱.
- جامعی، عزت‌الله (۱۳۹۵). فیلمنامه (صبح آرام، عصر طوفانی). تهران: نسک. شابک ۹۷۸-۶۰۰-۹۳۲۹۱-۴-۴.
- جامعی، عزت‌الله (۱۳۹۶). گرامافون. تهران: آواژ. شابک ۹۷۸-۶۰۰-۹۶۷۰۵-۶-۷.[۱۱]